# Опі
Опі (італ. Opi) — муніципалітет в Італії, у регіоні Абруццо, провінція Л'Аквіла.
Опі розташоване на відстані близько 115 км на схід від Рима, 75 км на південний схід від Л'Акуїли.
Населення — 426 осіб (2014).

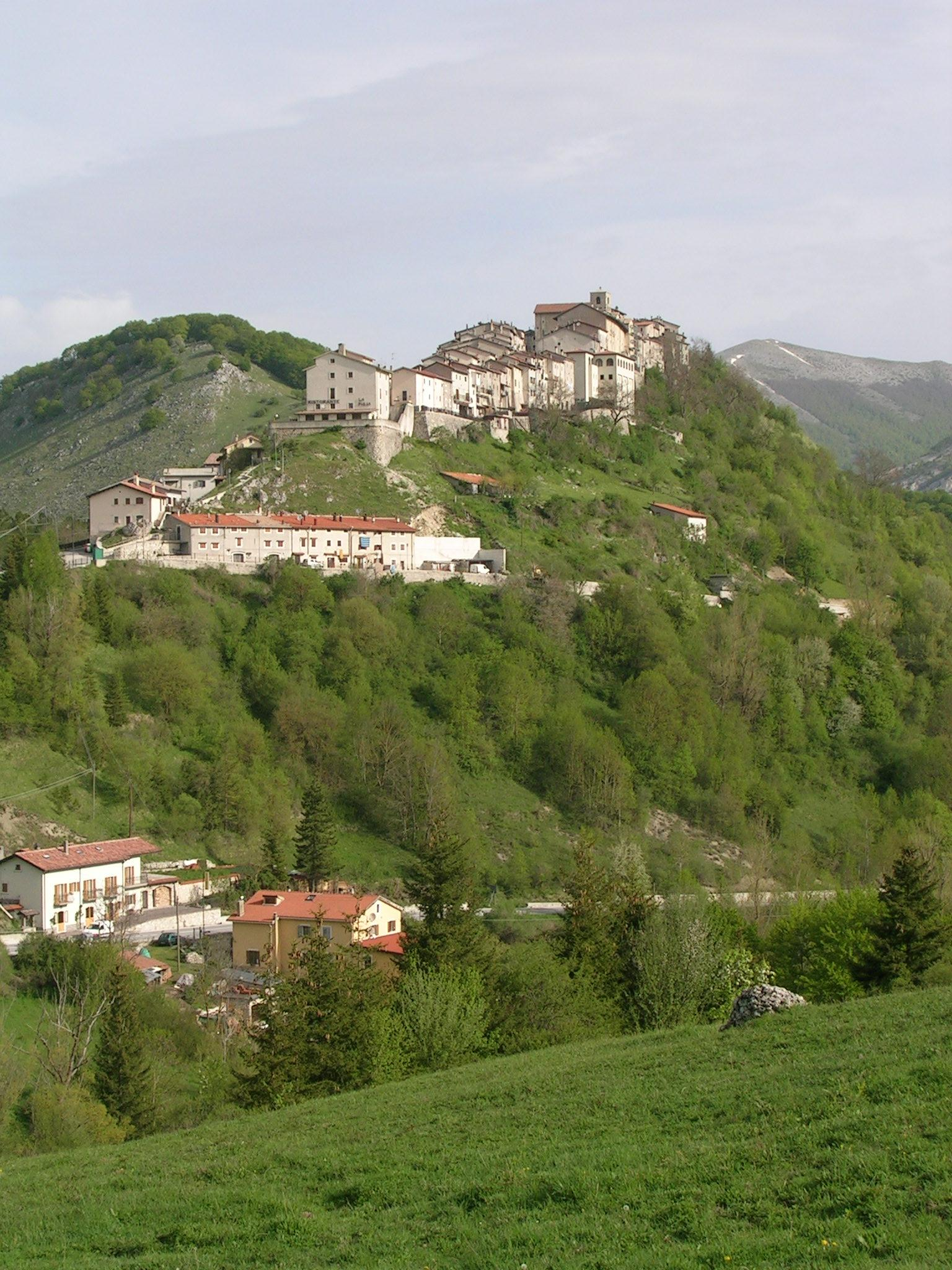

Щорічний фестиваль відбувається 24 червня. 

## Демографія
Населення за роками:

Станом на 1 січня 2023 року в муніципалітеті офіційно проживало 5 іноземців з 4 країн, серед них 3 громадяни країн Євросоюзу.

## Сусідні муніципалітети
- Чивітелла-Альфедена
- Пескассеролі
- Сан-Донато-Валь-ді-Коміно
- Сканно
- Сеттефраті